# Шивия (Оловяннинский район)
Шивия — село в Оловяннинском районе Забайкальского края России. Входит в состав сельского поселения «Улятуйское». Основано в 1924 году.

## География
Село находится в южной части Забайкальского края, на правом берегу реки Шивия (бассейн реки Унда), на расстоянии примерно 63 км (по прямой) к северо-востоку от посёлка городского типа Оловянная, административного центра района.
Климат
Климат характеризуется как резко континентальный, с большими колебаниями средних температур зимних и летних месяцев, а также резкими колебаниями температур в течение одних суток. Среднегодовая температура воздуха составляет −1,4 °С. Абсолютный максимум температуры воздуха — 39,2 °С; абсолютный минимум — −45,5 °С. Среднегодовое количество осадков — 342 мм.
Часовой пояс
Село Шивия находится в часовой зоне МСК+6. Смещение применяемого времени относительно UTC составляет +9:00.

## Население
| 1989 | 2002 | 2010 | 2021 |
| ---- | ---- | ---- | ---- |
| 228  | ↘113 | ↘57  | ↘48  |

Половой состав
По данным Всероссийской переписи населения 2010 года, в гендерной структуре населения мужчины составляли 50,9 %, женщины — соответственно 49,1 %.
Национальный состав
Согласно результатам переписи 2002 года, в национальной структуре населения русские составляли 99 % из 113 чел.

## Улицы
- ул. Набережная,
- ул. Нагорная,
- ул. Центральная[8].

## Инфраструктура
В селе действует фельдшерско-акушерский пункт.